# Трезивио
Трезѝвио (на италиански: Tresivio) е село и община в Северна Италия, провинция Сондрио, регион Ломбардия. Разположено е на 520 m надморска височина. Населението на общината е 2024 души (към 2010 г.).